# 국제상사
국제상사는 1949년에 설립된 대한민국의 기업으로, 부산에 있는 신발 브랜드인 프로스펙스와 아티스로 알려져 있다. 2012년 기준으로 LS네트웍스의 전신이다.

## 역사
1949년 양태진이 세운 국제화학주식회사를 전신으로 하고 있다. 당시 국제화학은 ‘왕자표’ 고무신을 생산하는 제조 기업이었다. 1986년 국제그룹이 해체될 때까지 양태진과 그의 아들 양정모가 경영을 맡았다.
1973년 한국증권거래소에 상장했으며 1976년 이름을 국제상사로 바꾸었다.
1981년 프로스펙스라는 브랜드를 만들었다.
1986년 제5공화국 정권 하에 국제그룹이 해체되면서 한일그룹에 인수됐다.
그러나, 1998년 한일그룹이 부도가 나는 등 재정적인 어려움을 겪으면서 1999년 법정관리를 받았으며 이는 2007년까지 계속되었다.
2002년 이랜드가 지분을 매입하여 대주주가 됐으나, 국제상사는 E1에 매각을 추진했다. 2007년 E1에 인수되었다.
2008년에 회사명을 LS 네트웍스로 바꾸고, 아티스를 독립된 회사로 분할하였으며 이 회사는 2019년 비티원으로 상호명을 바꾼 동시에 블록체인 기반 뱅킹, 송금, 결제 등 다양한 핀테크 사업을 신사업으로 추진하는 안을 통과시켰다.